# Ист-Девон
Ист-Девон (англ. East Devon) — неметрополитенский район (англ. non-metropolitan district) в графстве Девон, Англия. Районный совет находится в Сидмуте. Крупнейший город — Эксмут.
Район был образован 1 апреля 1974 года слиянием боро Хонитон с городскими округами Бадли Салтертона, Эксмута, Оттери Сент-Мэри, Ситона, Сидмута и сельскими округами Аксминстера, Хонитона и, частично, сельского округа Сент-Томас.
Ист-Девон входит в состав двух избирательных округов, Ист-Девонского и округа Тивертона и Хонитона. Оба были заняты Консервативной партией во время парламентских выборов в Великобритании в 2010 году.
Во время переписи 2001 года было обнаружено, что трети населения Ист-Девона за 60 лет. В среднем в Англии в этой возрастной категории находятся 24% населения. В Ист-Девоне также больше людей живет в различных учреждениях, осуществляющих уход за больным — 1,6%, тогда как средний показатель по Англии 0,9%.
Большую часть Ист-Девона составляют две Области исключительной природной красоты (ОИПК), Ист-Девонской ОИПК и Блэкдаунских холмов. ОИПК имеют тот же уровень защиты, что и Национальные парки Англии и Уэльса, который запрещает строительные работы и защищает природную красоту района.
Вся береговая линия Ист-Девона, от Эксмута до границы с Дорсетом, является частью Всемирного наследия под названием Юрское побережье. Само Юрское побережье тянется до скал Олд Гарри близ Суониджа.